# إم. أي. غريفيثز
إم. أي. غريفيثز (بالإنجليزية: M. A. Griffiths) (23 مايو 1947، بادنغتون في المملكة المتحدة - 13 يوليو 2009 في المملكة المتحدة)؛ كاتِبة ومؤلِّفة وشاعرة بريطانية.